# Stazione di Gangnam
La stazione di Gangnam (강남역 - 江南驛, Gangnam-yeok ) si trova lungo la linea 2 della metropolitana di Seul e offre l'interscambio con la Linea Sinbundang gestita dalla Shin Bundang Line Corporation. Con oltre 200.000 passeggeri al giorno è una delle stazioni più utilizzate della metropolitana di Seul. La stazione si trova nel quartiere di Gangnam-gu a Seul.

## Linee
Seoul Metro
● Linea 2 (Codice: 222)
Shin Bundang Line Corporation
■ Linea Sinbundang (Codice: D07)

## Caratteristiche
L'area attorno alla stazione è un importante distretto del commercio e dell'intrattenimento. La stazione è situata nella zona occidentale di Teheranno, un'importante via commerciale, sede di diverse aziende con enormi grattacieli e torri. La zona direttamente a nord della stazione è piena di bar e locali di vario genere. La stazione stessa è dotata di un grande numero di negozi e servizi. Nel 2007 l'area della stazione era una delle aree più costose del mondo, con un prezzo medio di affitto di 431 dollari per metro quadrato. L'area inclusa fra l'uscita numero 2 della stazione di Gangnam e la numero 5 di quella di Sinnonhyeon è designata come zona non fumatori dal quartiere di Gangnam.

## Struttura

### Stazione Seoul Metro
La linea 2 è sotterranea, al secondo piano interrato, e dispone di due marciapiedi laterali con porte di banchina e due binari al centro. Essendo la linea 2 una linea circolare, i binari vengono designati come "circolare interna" e "circolare esterna".
| Circ. interna | ● Linea 2 | per Gyodae, Sadang, Sindorim e Hapjeong    |
| Circ. esterna | ● Linea 2 | per Seolleung, Jamsil, Seongsu e Wangsimni |

### Stazione linea Sinbundang
La ferrovia suburbana Sinbundang, l'ultima linea a essere arrivata a Gangnam in ordine cronologico, si trova al quarto piano sotterraneo, perpendicolarmente alla linea 2. Essa dispone di due marciapiedi laterali con porte di banchina e due binari al centro. Al momento, in attesa di ulteriore estensione, la ferrovia ha il suo capolinea in questa stazione, e solo uno dei marciapiedi viene utilizzato.
| Dir. nord | ■ Linea Sinbundang | termine corsa dei treni       |
| Dir. sud  | ■ Linea Sinbundang | per Yangjae, Pangyo e Jeongja |

## Stazioni adiacenti
| «                | Servizio | »       |
| Linea 2          | Linea 2  | Linea 2 |
| ---------------- | -------- | ------- |
| Yeoksam          | -        | Gyodae  |
| Linea Sinbundang |          |         |
| Capolinea        | -        | Yangjae |